# 石田晃一
石田 晃一（いしだ こういち、1961年9月5日 - ）は、日本の俳優、司会者。静岡県出身。ATプロダクション所属。
身長173cm。体重62kg。血液型はO型。

## 出演

### 映画
- 平成無責任一家 東京デラックス（1995年、東宝）
- ロスト・イン・トランスレーション（2003年、東北新社）
- 機関車先生（2004年、東京ヘラルド映画）

### テレビドラマ
- 土曜ワイド劇場（テレビ朝日）
  - 法医学教室の事件ファイル 8（1998年）
- ショカツ 第4話（2001年、フジテレビ）
- 金曜エンタテイメント
  - 音の犯罪捜査官・響奈津子 4（2001年）
- 十三夜 霊界からの招待状 第12話（2001年、KBS京都放送）
- 時空警察捜査一課 1（2001年、日本テレビ）
- 女と愛とミステリー（テレビ東京）
  - 「南紀・伊豆Sの逆転」（2002年）
- 真珠夫人（2002年、フジテレビ） - 三田村 役
- 新選組! 第4・5話（2004年、NHK）
- めだか 第8話（2004年、フジテレビ）
- 刑事部屋〜六本木おかしな捜査班〜（2005年、テレビ朝日） - 日置 役
- 功名が辻 第1話（2006年、NHK） - 細作 役
- 偽りの花園 第49話（2006年、フジテレビ）
- 恋する日曜日 ニュータイプ 第9話（2006年、BS-i）
- 結婚式へ行こう!（2006年、TBS）
- おいしいごはん 鎌倉・春日井米店 第1話（2007年、テレビ朝日）
- ケータイ刑事 銭形命 第3話（2009年、BS-TBS）
- リアル・クローズ 第11話（2009年、フジテレビ）
- ドラマW（WOWOW）
  - 横山秀夫サスペンス 2（2010年）
  - マークスの山（2010年） - 水野署長 役
- 水戸黄門 第43部 第5話（2011年）
- 金曜プレステージ（フジテレビ）
  - 更生人 土門恭介の再犯ファイル〜罪を犯した女たち（2014年）
- 大川と小川の時短捜査（2022年9月12日、テレビ東京） - 医師 役

### テレビ番組
- 行列のできる法律相談所（日本テレビ）
- NHK高校講座 家庭総合（NHK）

### 舞台
- 僕の時間の深呼吸
- 動物園物語 - ジェリー 役
- 浪人街（2004年）
- 黒部の太陽（2008年）

### CM
- 日本ガス協会
- キンカン
- パナソニック企業
- 相模健康センター
- 北海道銀行
- ドワンゴ いろメロミックス
- 三井住友海上火災保険
- 競艇
- ルートート
- グリコ乳業 プッチンプリン

### VP
- 日産自動車企業用VP

### MC
- 山佐パチスロイベント
- 森進一コンサート